# Paracheilinus filamentosus
Paracheilinus filamentosus är en fiskart som beskrevs av Allen, 1974. Paracheilinus filamentosus ingår i släktet Paracheilinus och familjen läppfiskar. IUCN kategoriserar arten globalt som livskraftig. Inga underarter finns listade i Catalogue of Life.